# Universiteit van Silezië

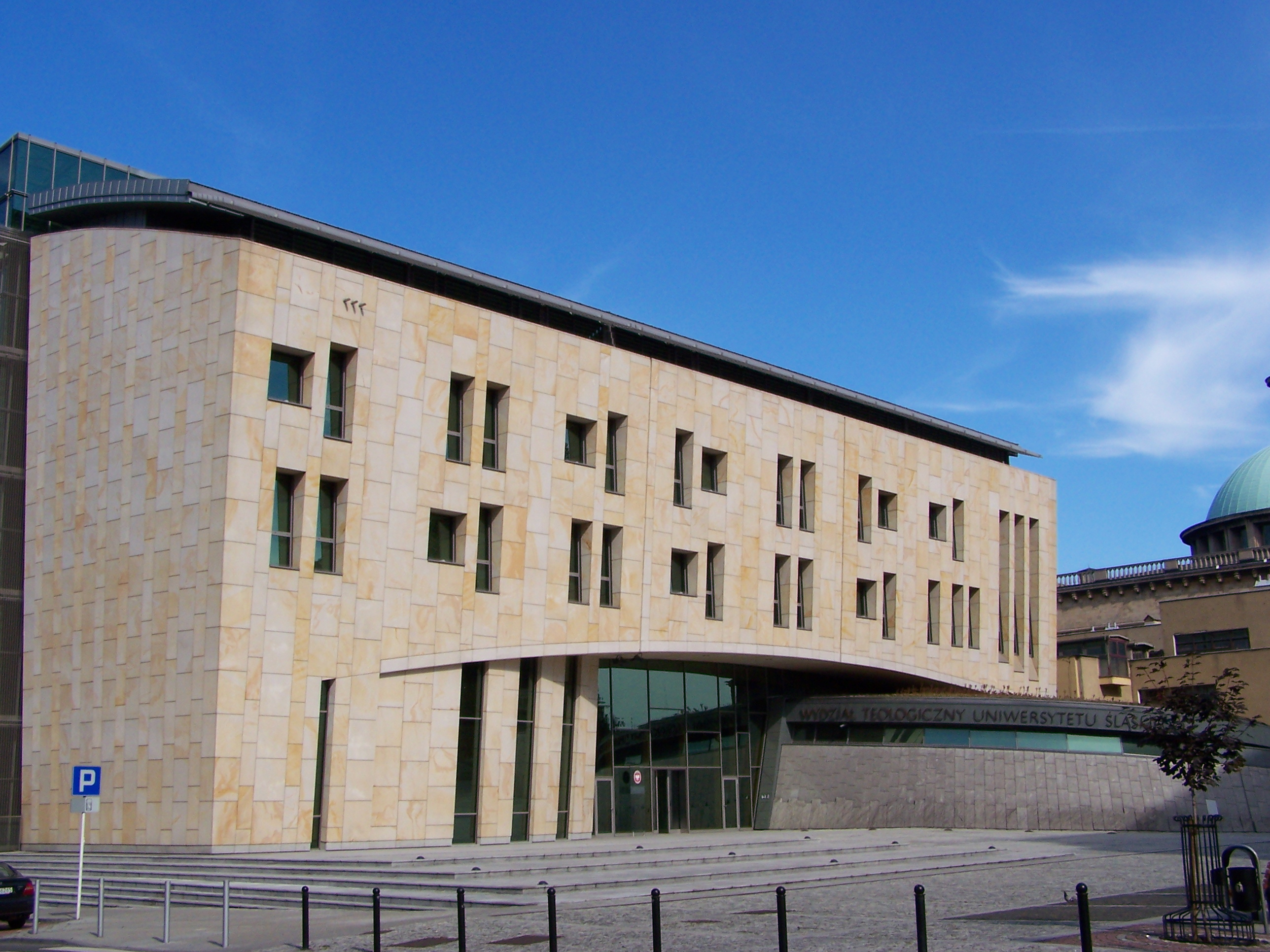
De theologische faculteit

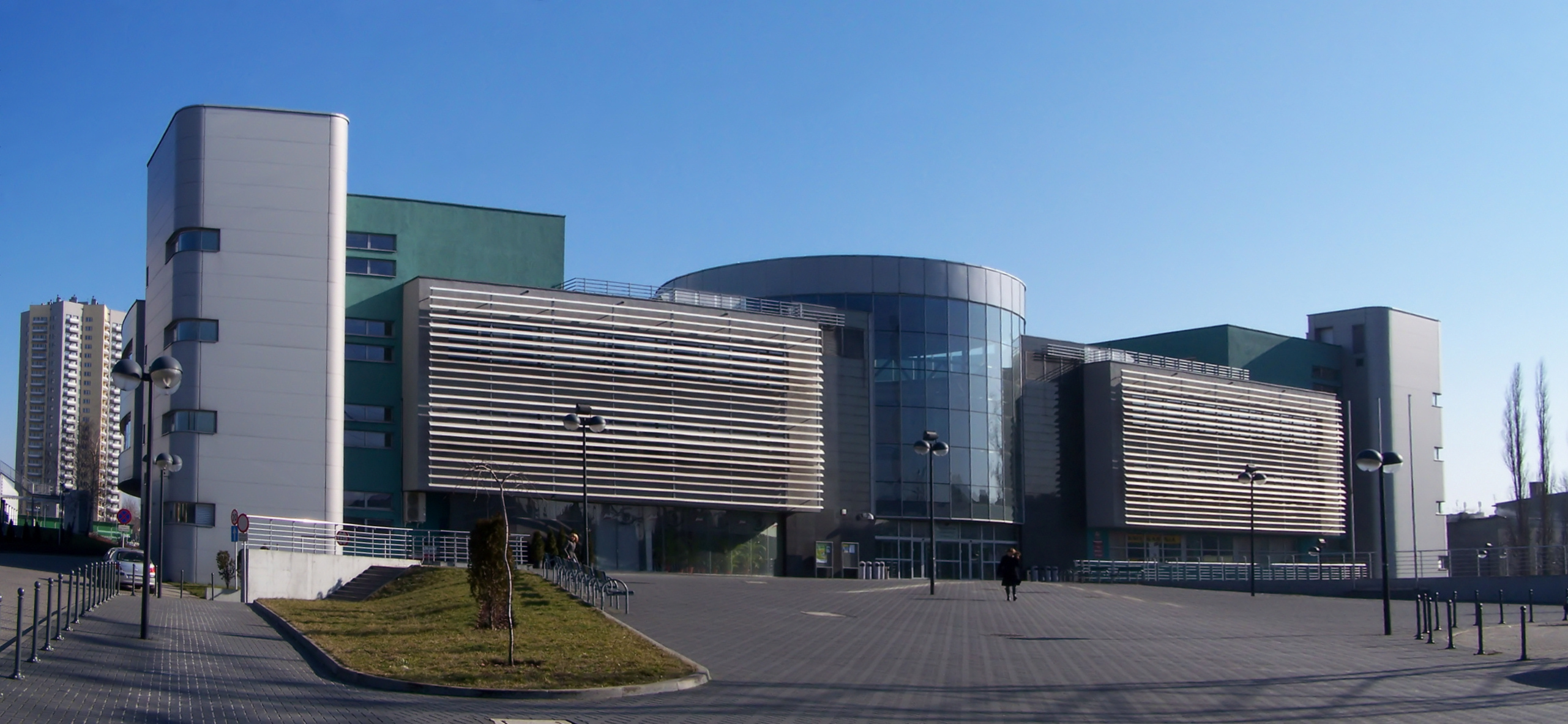
De juridische faculteit

De Universiteit van Silezië in Katowice (Pools: Uniwersytet Śląski w Katowicach) werd opgericht op 8 juni 1968 in Katowice door de samenvoeging van de lokale afdeling van de Jagiellonische Universiteit van Krakau met de reeds in 1928 opgerichte Pedagogische Hogeschool in Katowice (Pools: Wyższa Szkoła Pedagogiczna w Katowicach).
In het eerste studiejaar in 1968 had de universiteit van Silezië 6.000 studenten in vier faculteiten:
- Wiskunde, natuurkunde en scheikunde
- Rechtwetenschap en administratie
- Humane wetenschappen
- Techniek

Door de jaren heen groeide en ontwikkelde de universiteit zich zeer snel, waardoor het tegenwoordig bestaat uit verschillende takken met de vier belangrijkste in Katowice, Sosnowiec, Chorzów en Cieszyn. In 2004 heeft de universiteit 12 faculteiten.